# Montedoro (film)
Montedoro è un film indipendente del 2015 diretto da Antonello Faretta e prodotto dal Noeltan Film Studio. È ispirato alla vera storia di Pia Marie Mann nata in Basilicata in provincia di Matera e cresciuta negli USA. La donna compie un viaggio psicomagico di ritorno nella città fantasma di Craco, suo paese natio, tra gli spettri della memoria e del tempo del luogo.

## Trama
Una donna americana di mezza età scopre inaspettatamente le sue vere origini solo dopo la morte dei genitori. Profondamente scossa, e in preda ad una vera e propria crisi di identità, decide di mettersi in viaggio sperando di poter riabbracciare la madre naturale mai conosciuta. Si reca così in un piccolo e remoto paese dell’Italia del Sud, Montedoro. Al suo arrivo viene sorpresa da uno scenario apocalittico: il paese, adagiato su una maestosa collina, è completamente abbandonato e sembra non ci sia rimasto più nessuno. Grazie all’incontro casuale di alcune persone misteriose, quelle che non hanno mai voluto abbandonare il paese, la protagonista compirà un affascinante e magico viaggio nel tempo e nella memoria ricongiungendosi con gli spettri di un passato sconosciuto ma che le appartiene, è parte della sua saga familiare e di quella di un’antica e misteriosa comunità ormai estinta che rivivrà per un’ultima volta.

## Distribuzione
Il film è stato proiettato in anteprima all'Atlanta Film Festival 2015.
È uscito nelle sale cinematografiche italiane ad aprile 2016 e a dicembre 2017 in cofanetto DVD per le edizioni Penny Video.

## Accoglienza
A proposito del film il regista iraniano Abbas Kiarostami ha detto: "Montedoro rende Craco indimenticabile e pone finalmente fine alla mia tentazione di fare un film in questo luogo".
Il critico cinematografico Adriano Aprà ha inserito Montedoro tra i migliori film del cinema italiano dichiarando: "È un film eccezionale, non solo nel senso della qualità ma nel senso che è una eccezione nel panorama del cinema italiano. È un film che comincia come cinema di prosa e mano mano evolve come cinema di poesia. Comincia nel presente e a mano a mano il presente e il passato si confondono. È un film che comincia nella storia e che va avanti nella mitologia, è un film le cui radici sono molto lontane nel tempo, qualcosa a cui il cinema italiano non è abituato. Sembra, e forse è, qualcosa che ha le radici nella tragedia greca. È un film in cui il tempo, a mano a mano, viene sospeso... non sappiamo più se ciò che stiamo vedendo è qualcosa che si svolge oggi o ieri o, forse, domani. In questo senso è una eccezione nel panorama del cinema italiano di oggi che ha le proprie radici nel passato e non nel futuro. Montedoro è un film del nostro futuro".